# Список призёров зимних Паралимпийских игр 2014
Ниже представлен список всех призёров зимних Паралимпийских игр 2014 года, проходящих в Сочи с 7 по 16 марта 2014 года. В соревнованиях принимают участие 45 стран, которые разыграют 72 комплекта медалей в 20 дисциплинах пяти видов спорта.

## Биатлон
| Соревнование                          | Золото                                          | Серебро                                               | Бронза                                           |
| ------------------------------------- | ----------------------------------------------- | ----------------------------------------------------- | ------------------------------------------------ |
| Мужчины: 7,5 км, сидя                 | Роман Петушков (RUS)                            | Максим Яровый (UKR)                                   | Кодзо Кубо (JPN)                                 |
| Мужчины: 7,5 км, стоя                 | Владислав Лекомцев (RUS)                        | Марк Арендс (CAN)                                     | Азат Карачурин (RUS)                             |
| Мужчины: 7,5 км, с нарушением зрения  | Виталий Лукьяненко ведущий — Борис Бабар (UKR)  | Николай Полухин ведущий — Андрей Токарев (RUS)        | Василий Шапциабой ведущий — Михаил Лебедев (BLR) |
| Мужчины: 12,5 км, сидя                | Роман Петушков (RUS)                            | Алексей Быченок (RUS)                                 | Григорий Мурыгин (RUS)                           |
| Мужчины: 12,5 км, стоя                | Азат Карачурин (RUS)                            | Нильс Эрик Ульсет (NOR)                               | Марк Арендс (CAN)                                |
| Мужчины: 12,5 км, с нарушением зрения | Виталий Лукьяненко ведущий — Борис Бабар (UKR)  | Николай Полухин ведущий — Андрей Токарев (RUS)        | Василий Шапциабой ведущий — Михаил Лебедев (BLR) |
| Мужчины: 15 км, сидя                  | Роман Петушков (RUS)                            | Григорий Мурыгин (RUS)                                | Александр Давидович (RUS)                        |
| Мужчины: 15 км, стоя                  | Григорий Вовчинский (UKR)                       | Нильс-Эрик Ульсет (NOR)                               | Кирилл Михайлов (RUS)                            |
| Мужчины: 15 км, с нарушением зрения   | Николай Полухин ведущий — Андрей Токарев (RUS)  | Анатолий Ковалевский ведущий — Олександр Мушкин (UKR) | Виталий Лукьяненко ведущий — Борис Бабар (UKR)   |
| Мужчины: 15 км, с нарушением зрения   | Николай Полухин ведущий — Андрей Токарев (RUS)  | Анатолий Ковалевский ведущий — Олександр Мушкин (UKR) | Станислав Чохлаев ведущий — Максим Пирогов (RUS) |
| Женщины: 6 км, сидя                   | Андреа Эскау (GER)                              | Светлана Коновалова (RUS)                             | Елена Юрковская (UKR)                            |
| Женщины: 6 км, стоя                   | Алёна Кауфман (RUS)                             | Анна Миленина (RUS)                                   | Юлия Батенкова (UKR)                             |
| Женщины: 6 км, с нарушением зрения    | Михалина Лысова ведущий — Алексей Иванов (RUS)  | Юлия Будалеева ведущий — Татьяна Мальцева (RUS)       | Оксана Шишкова ведущий — Лада Нестеренко (UKR)   |
| Женщины: 10 км, сидя                  | Аня Викер (GER)                                 | Светлана Коновалова (RUS)                             | Людмила Павленко (UKR)                           |
| Женщины: 10 км, стоя                  | Алёна Кауфман (RUS)                             | Александра Кононова (UKR)                             | Наталья Братюк (RUS)                             |
| Женщины: 10 км, с нарушением зрения   | Михалина Лысова ведущий — Алексей Иванов (RUS)  | Юлия Будалеева ведущий — Татьяна Мальцева (RUS)       | Оксана Шишкова ведущий — Лада Нестеренко (UKR)   |
| Женщины: 12,5 км, сидя                | Светлана Коновалова (RUS)                       | Аня Викер (GER)                                       | Елена Юрковская (UKR)                            |
| Женщины: 12,5 км, стоя                | Александра Кононова (UKR)                       | Алёна Кауфман (RUS)                                   | Наталья Братюк (RUS)                             |
| Женщины: 12,5 км, с нарушением зрения | Юлия Будалеева ведущий — Татьяна Мальцева (RUS) | Михалина Лысова ведущий — Алексей Иванов (RUS)        | Оксана Шишкова ведущий — Лада Нестеренко (UKR)   |

## Горнолыжный спорт
| Соревнование                                    | Золото                                                       | Серебро                                                      | Бронза                                                             |
| ----------------------------------------------- | ------------------------------------------------------------ | ------------------------------------------------------------ | ------------------------------------------------------------------ |
| Мужчины: скоростной спуск, сидя                 | Акира Кано (JPN)                                             | Джош Дюк (CAN)                                               | Такэси Судзуки (JPN)                                               |
| Мужчины: скоростной спуск, стоя                 | Маркус Зальхер (AUT)                                         | Алексей Бугаев (RUS)                                         | Винсан Готье-Манюель (FRA)                                         |
| Мужчины: скоростной спуск, с нарушением зрения  | Хон Сантакана Майстеги ведущий — Мигель Галиндо Гарсес (ESP) | Мирослав Гараус ведущий — Марош Гудик (SVK)                  | Мак Марко ведущий — Робин Феми (CAN)                               |
| Мужчины: слалом, сидя                           | Такэси Судзуки (JPN)                                         | Филипп Бонадиманн (AUT)                                      | Роман Рабль (AUT)                                                  |
| Мужчины: слалом, стоя                           | Алексей Бугаев (RUS)                                         | Винсан Готье-Манюель (FRA)                                   | Александр Алябьев (RUS)                                            |
| Мужчины: слалом, с нарушением зрения            | Валерий Редкозубов ведущий — Евгений Героев (RUS)            | Хон Сантакана Майстеги ведущий — Мигель Галиндо Гархес (ESP) | Крис Уильямсон ведущий — Ник Браш (CAN)                            |
| Мужчины: гигантский слалом, сидя                | Кристоф Кунц (SUI)                                           | Коури Питерс (NZL)                                           | Роман Рабль (AUT)                                                  |
| Мужчины: гигантский слалом, стоя                | Винсан Готье-Манюель (FRA)                                   | Алексей Бугаев (RUS)                                         | Маркус Зальхер (AUT)                                               |
| Мужчины: гигантский слалом, с нарушением зрения | Мак Марко ведущий — Робин Феми (CAN)                         | Якуб Крако ведущий — Мартин Мотыка (SVK)                     | Валерий Редкозубов ведущий — Евгений Героев (RUS)                  |
| Мужчины: супергигант, сидя                      | Акира Кано (JPN)                                             | Тайки Мории (JPN)                                            | Калеб Бруссо (CAN)                                                 |
| Мужчины: супергигант, стоя                      | Маркус Зальхер (AUT)                                         | Матиас Ланцингер (AUT)                                       | Алексей Бугаев (RUS)                                               |
| Мужчины: супергигант, с нарушением зрения       | Якуб Крако ведущий — Мартин Мотыка (SVK)                     | Марк Батум ведущий — Каде Ямамото (USA)                      | Мак Марко ведущий — Робин Феми (CAN)                               |
| Мужчины: суперкомбинация, сидя                  | Джош Дуэк (CAN)                                              | Хит Кэлхон (USA)                                             | Роман Рабль (AUT)                                                  |
| Мужчины: суперкомбинация, стоя                  | Алексей Бугаев (RUS)                                         | Матиас Ланцингер (AUT)                                       | Тоби Кейн (AUS)                                                    |
| Мужчины: суперкомбинация, с нарушением зрения   | Валерий Редкозубов ведущий — Евгений Героев (RUS)            | Марк Батум ведущий — Каде Ямамото (USA)                      | Габриель Хуан Горс Епес ведущий — Йозеф Арнау Феррер Вентура (ESP) |
| Мужчины: пара-сноуборд, стоя                    | Эван Стронг (USA)                                            | Майкл Ши (USA)                                               | Кит Габел (USA)                                                    |
| Женщины: скоростной спуск, сидя                 | Анна Шаффельхубер (GER)                                      | Алана Николс (USA)                                           | Лори Стивенс (USA)                                                 |
| Женщины: скоростной спуск, стоя                 | Мари Боше (FRA)                                              | Инга Медведева (RUS)                                         | Элисон Джонс (USA)                                                 |
| Женщины: скоростной спуск, с нарушением зрения  | Генриета Фаркашова ведущий — Наталия Шубртова (SVK)          | Джейд Этерингтон ведущий — Каролин Пауэлл (GBR)              | Александра Францева ведущий — Павел Заботин (RUS)                  |
| Женщины: слалом, сидя                           | Анна Шаффельхубер (GER)                                      | Анна-Лена Форстер (GER)                                      | Кимберли Джойнс (CAN)                                              |
| Женщины: слалом, стоя                           | Андреа Ротфус (GER)                                          | Инга Медведева (RUS)                                         | Петра Смарзова (SVK)                                               |
| Женщины: слалом, с нарушением зрения            | Александра Францева ведущий — Павел Заботин (RUS)            | Джейд Этерингтон ведущий — Каролин Пауэлл (GBR)              | Генриета Фаркашова ведущий — Наталия Шубртова (SVK)                |
| Женщины: гигантский слалом, сидя                | Анна Шаффельхубер (GER)                                      | Клаудия Лёш (AUT)                                            | Анна-Лена Форстер (GER)                                            |
| Женщины: гигантский слалом, стоя                | Мари Боше (FRA)                                              | Андреа Ротфус (GER)                                          | Солен Жамбак (FRA)                                                 |
| Женщины: гигантский слалом, с нарушением зрения | Генриета Фаркашова ведущий — Наталия Шубртова (SVK)          | Александра Францева ведущий — Павел Заботин (RUS)            | Джесика Галахер ведущий — Кристиан Гайгер (AUS)                    |
| Женщины: супергигант, сидя                      | Анна Шаффельхубер (GER)                                      | Клаудия Лёш (AUT)                                            | Лори Стивенс (USA)                                                 |
| Женщины: супергигант, стоя                      | Мари Боше (FRA)                                              | Солен Жамбак (FRA)                                           | Стефани Джелен (USA)                                               |
| Женщины: супергигант, с нарушением зрения       | Келли Галахер ведущий — Шарлотта Иванс (GBR)                 | Александра Францева ведущий — Павел Заботин (RUS)            | Джейд Этерингтон ведущий — Каролин Пауэл (GBR)                     |
| Женщины: суперкомбинация, сидя                  | Анна Шаффельхубер (GER)                                      | Анна-Лена Форстер (GER)                                      | не вручалось                                                       |
| Женщины: суперкомбинация, стоя                  | Мари Боше (FRA)                                              | Андреа Ротфус (GER)                                          | Стефани Джелен (USA)                                               |
| Женщины: суперкомбинация, с нарушением зрения   | Александра Францева ведущий — Павел Заботин (RUS)            | Джейд Этерингтон ведущий — Каролин Пауэл (GBR)               | Даниэль Амстэд ведущий — Роберт Амстэд (USA)                       |
| Женщины: пара-сноуборд, стоя                    | Бибиан Ментель (NED)                                         | Сесиль Эрнандес эп Сервелон (FRA)                            | Эми Пёрди (USA)                                                    |

## Кёрлинг на колясках
| Соревнование     | Золото                                                                                    | Серебро | Бронза                                                                                             |
| ---------------- | ----------------------------------------------------------------------------------------- | --- | -------------------------------------------------------------------------------------------------- |
| Смешанный турнир | Канада: - Джим Армстронг (скип) - Айна Форрест - Деннис Тиссен - Соня Годе - Марк Айдесон | Россия: - Андрей Смирнов (скип) - Александр Шевченко - Светлана Пахомова - Марат Романов - Оксана Слесаренко | Великобритания: - Эйлин Нельсон (скип) - Грегор Юэн - Джим Голт - Эйнджи Мэлоун - Роберт Макферсон |

## Лыжные гонки
| Соревнование                                               | Золото | Серебро | Бронза |
| ---------------------------------------------------------- | --- | --- | --- |
| Мужчины: спринт 1 км, сидя                                 | Роман Петушков (RUS) | Григорий Мурыгин (RUS) | Максим Яровый (UKR)                                                                                              |
| Мужчины: спринт свободным стилем 1 км, стоя                | Кирилл Михайлов (RUS) | Рушан Миннегулов (RUS) | Владислав Лекомцев (RUS)                                                                                         |
| Мужчины: спринт свободным стилем 1 км, с нарушением зрения | Брайан Маккивер ведущий — Грэм Нишикава (CAN)                                                                                       | Себастьян Модин ведущий — Албан Акеро (SWE)                                                                                 | Олег Пономарёв ведущий — Андрей Романов (RUS)                                                                    |
| Мужчины: 10 км, сидя                                       | Крис Клебль (CAN) | Максим Яровый (UKR) | Григорий Мурыгин (RUS)                                                                                           |
| Мужчины: 10 км, стоя                                       | Александр Проньков (RUS) | Владимир Кононов (RUS) | Владислав Лекомцев (RUS)                                                                                         |
| Мужчины: 10 км, с нарушением зрения                        | Брайан Маккивер ведущий — Грэм Нишикава (CAN)                                                                                       | Станислав Чохлаев ведущий — Максим Пирогов (RUS)                                                                            | Томас Клэрион ведущий — Жульен Бурла (FRA)                                                                       |
| Мужчины: 15 км, сидя                                       | Роман Петушков (RUS) | Ирек Зарипов (RUS) | Александр Давидович (RUS)                                                                                        |
| Мужчины: 20 км, стоя                                       | Рушан Миннегулов (RUS) | Илка Томисто (FIN) | Владислав Лекомцев (RUS)                                                                                         |
| Мужчины: 20 км, с нарушением зрения                        | Брайан Маккивер ведущий — Грэм Нишикава (CAN)                                                                                       | Станислав Чохлаев ведущий — Максим Пирогов (RUS)                                                                            | Себастьян Модин ведущий — Албан Акеро (SWE)                                                                      |
| Женщины: спринт 1 км, сидя                                 | Мариан Мартинсен (NOR) | Татьяна Макфадден (USA) | Марта Зайнуллина (RUS)                                                                                           |
| Женщины: спринт свободным стилем 1 км, стоя                | Анна Миленина (RUS) | Юлия Батенкова (UKR) | Алёна Кауфман (RUS)                                                                                              |
| Женщины: спринт свободным стилем 1 км, с нарушением зрения | Михалина Лысова ведущий — Алексей Иванов (RUS)                                                                                      | Елена Ремизова ведущий — Наталья Якимова (RUS)                                                                              | Оксана Шишкова ведущий — Лада Нестеренко (UKR)                                                                   |
| Женщины: 5 км, сидя                                        | Андреа Эскау (GER) | Людмила Павленко (UKR) | Оксана Мастерс (USA)                                                                                             |
| Женщины: 5 км, стоя                                        | Анна Миленина (RUS) | Юлия Батенкова (UKR) | Александра Кононова (UKR)                                                                                        |
| Женщины: 5 км, с нарушением зрения                         | Елена Ремизова ведущий — Наталья Якимова (RUS)                                                                                      | Михалина Лысова ведущий — Алексей Иванов (RUS)                                                                              | Юлия Будалеева ведущий — Татьяна Мальцева (RUS)                                                                  |
| Женщины: 12 км, сидя                                       | Людмила Павленко (UKR) | Оксана Мастерс (USA) | Светлана Коновалова (RUS)                                                                                        |
| Женщины: 15 км, стоя                                       | Хелен Рипа (SWE) | Юлия Батенкова (UKR) | Анна Миленина (RUS)                                                                                              |
| Женщины: 15 км, с нарушением зрения                        | Елена Ремизова ведущий — Наталья Якимова (RUS)                                                                                      | Михалина Лысова ведущий — Алексей Иванов (RUS)                                                                              | Ядвига Скорабагатая ведущий — Ирина Нафранович (BLR)                                                             |
| Смешанная эстафета                                         | Россия: - Светлана Коновалова - Алёна Кауфман - Елена Ремизова ведущий — Наталья Якимова - Николай Полухин ведущий — Андрей Токарев | Швеция: - Хелен Рипа - Себастьян Модин ведущий — Албан Акеро                                                                | Норвегия: - Эйрик Бай ведущий — Кристиан Майр Хеллеруд - Хакон Олсруд - Тригве Стейнар Ларсен - Биргит Скарстайн |
| Открытая эстафета                                          | Россия: - Роман Петушков - Владислав Лекомцев - Григорий Мурыгин - Рушан Миннегулов                                                 | Украина: - Елена Юрковская - Игорь Рептюк - Юрий Уткин ведущий — Виталий Казаков - Виталий Лукьяненко ведущий — Борис Бабар | Франция: - Бенджамин Дэвьет - Томас Клэрион ведущий — Жульен Бурла                                               |

## Следж-хоккей
| Соревнование     | Золото | Серебро | Бронза |
| ---------------- | --- | --- | --- |
| Смешанный турнир | США - Стивен Кэш - Ли Ёнчен - Эндрю Йо - Тайлер Кэррон - Никко Ландерос - Тейлор Чейз - Тейлор Липсетт - Кевин Макки - Дэниэл Маккой - Джошуа Поулс - Адам Пейдж - Броди Ройбал - Рико Роман - Джошуа Суини - Деклан Фамер - Пол Шаус - Грег Шоу | Россия - Михаил Иванов - Владимир Каманцев - Максим Андриянов - Василий Варлаков - Иван Кузнецов - Владимир Литвиненко - Алексей Лысов - Вадим Селюкин - Алексей Амосов - Илья Волков - Андрей Двинянинов - Дмитрий Лисов - Евгений Петров - Илья Попов - Николай Терентьев - Руслан Тучин - Константин Шихов | Канада - Бенуа Сен-Аман - Корбин Уотсон - Стивен Арсено - Джеймс Геммелл - Адам Диксон - Грэм Мюррей - Дерек Уитсон - Брэд Боуден - Билли Бриджес - Грег Вестлейк - Энтони Гейл - Бен Делани - Марк Дорион - Карл Людвиг - Доминик Ларок - Тайлер Макгрегор - Кевин Ремпел |

## Лидеры по медалям
Ниже в таблице представлены спортсмены, завоевавшие не менее двух золотых медалей или выигравшие всего не менее трёх наград
| Спортсмен             | Страна         | Дисциплина             | Золото | Серебро | Бронза | Всего |
| --------------------- | -------------- | ---------------------- | ------ | ------- | ------ | ----- |
| Роман Петушков        | Россия         | Биатлон и лыжные гонки | 6      | 0       | 0      | 6     |
| Анна Шаффельхубер     | Германия       | Горнолыжный спорт      | 5      | 0       | 0      | 5     |
| Мари Боше             | Франция        | Горнолыжный спорт      | 4      | 0       | 0      | 4     |
| Михалина Лысова       | Россия         | Биатлон и лыжные гонки | 3      | 3       | 0      | 6     |
| Алёна Кауфман         | Россия         | Биатлон и лыжные гонки | 3      | 1       | 1      | 5     |
| Елена Ремизова        | Россия         | Лыжные гонки           | 3      | 1       | 0      | 4     |
| Брайан Маккивер       | Канада         | Лыжные гонки           | 3      | 0       | 0      | 3     |
| Алексей Бугаев        | Россия         | Горнолыжный спорт      | 2      | 2       | 1      | 5     |
| Светлана Коновалова   | Россия         | Биатлон и лыжные гонки | 2      | 2       | 1      | 5     |
| Александра Францева   | Россия         | Горнолыжный спорт      | 2      | 2       | 1      | 5     |
| Николай Полухин       | Россия         | Биатлон и лыжные гонки | 2      | 2       | 0      | 4     |
| Виталий Лукьяненко    | Украина        | Биатлон                | 2      | 1       | 1      | 4     |
| Анна Миленина         | Россия         | Биатлон и лыжные гонки | 2      | 1       | 1      | 4     |
| Рушан Миннегулов      | Россия         | Лыжные гонки           | 2      | 1       | 0      | 3     |
| Владислав Лекомцев    | Россия         | Биатлон и лыжные гонки | 2      | 0       | 3      | 5     |
| Маркус Зальхер        | Австрия        | Горнолыжный спорт      | 2      | 0       | 1      | 3     |
| Валерий Редкозубов    | Россия         | Горнолыжный спорт      | 2      | 0       | 1      | 3     |
| Генриета Фаркашова    | Словакия       | Горнолыжный спорт      | 2      | 0       | 1      | 3     |
| Акира Кано            | Япония         | Горнолыжный спорт      | 2      | 0       | 0      | 2     |
| Андреа Эскау          | Германия       | Биатлон и лыжные гонки | 2      | 0       | 0      | 2     |
| Григорий Мурыгин      | Россия         | Биатлон и лыжные гонки | 1      | 2       | 2      | 5     |
| Юлия Будалеева        | Россия         | Биатлон и лыжные гонки | 1      | 2       | 1      | 4     |
| Андреа Ротфус         | Германия       | Горнолыжный спорт      | 1      | 2       | 0      | 3     |
| Винсент Готье-Манюель | Франция        | Горнолыжный спорт      | 1      | 1       | 1      | 3     |
| Александра Кононова   | Украина        | Биатлон и лыжные гонки | 1      | 1       | 1      | 3     |
| Людмила Павленко      | Украина        | Биатлон и лыжные гонки | 1      | 1       | 1      | 3     |
| Мак Марко             | Канада         | Горнолыжный спорт      | 1      | 0       | 2      | 3     |
| Юлия Батенкова        | Украина        | Биатлон и лыжные гонки | 0      | 3       | 1      | 4     |
| Джейд Этерингтон      | Великобритания | Горнолыжный спорт      | 0      | 3       | 1      | 4     |
| Себастьян Модин       | Швеция         | Лыжные гонки           | 0      | 2       | 1      | 3     |
| Нильс-Эрик Ульсет     | Норвегия       | Биатлон и лыжные гонки | 0      | 2       | 1      | 3     |
| Анна-Лена Форстер     | Германия       | Горнолыжный спорт      | 0      | 2       | 1      | 3     |
| Станислав Чохлаев     | Россия         | Биатлон и лыжные гонки | 0      | 2       | 1      | 3     |
| Максим Яровый         | Украина        | Биатлон и лыжные гонки | 0      | 2       | 1      | 3     |
| Елена Юрковская       | Украина        | Биатлон и лыжные гонки | 0      | 1       | 2      | 3     |
| Оксана Шишкова        | Украина        | Биатлон и лыжные гонки | 0      | 0       | 4      | 4     |
| Роман Рабль           | Австрия        | Горнолыжный спорт      | 0      | 0       | 3      | 3     |